# 笹嶋唯博
笹嶋 唯博（ささじま ただひろ、1946年8月21日 - ）は、日本の外科医である。江戸川病院血管病センター長、旭川医科大学名誉教授、カザフスタン国立医科大学名誉教授。専門は血管外科。国際的に成功例が少ない糖尿病の足壊疽に対し足関節以下への動脈バイパス手術を行なって下肢切断を回避し、高い下肢救済率を達成している。各メディアで下肢切断を回避する血管外科の名医として紹介される。
閉塞性動脈硬化症、バージャー病、胸郭出口症候群の治療にも多くの実績がある。

## 略歴
- 1971年：北海道大学卒業
- 1997年：旭川医科大学医学部第1外科教授
- 2007年：旭川医科大学理事、副学長
- 2010年：徳島大学客員教授
- 2011年：中国第四軍医科大学客員教授
- 2012年：リンパ浮腫療法士認定機構理事
- 2013年：旭川医科大学名誉教授
- 2013年：江戸川病院血管病センター長
- 2013年：ケルン大学客員教授
- 2015年：カザフスタン国立医科大学名誉教授

## 専門医資格
- 日本外科学会指導医
- 日本胸部外科学会終身指導医
- 心臓血管外科専門医
- 脈管専門医

## 学会
- 日本外科学会 - 特別会員
- 心臓血管外科学会 - 特別会員
- 血管外科学会 - 名誉会員、第33回会長
- 脈管学会 - 名誉会員、2010年会長
- 静脈学会 - 名誉会員、第26回会頭
- 日本リンパ浮腫治療学会

## 受賞歴
- 北海道医師会賞（2001年）
- 北海道知事賞（2001年）
- World Congress of International Union Angiology: Julius Jacobson Award（2008年）
- Award of 12 th. Annual Meeting of Asian Society for Vascular Surgery（2012年）

## メディア

### テレビ出演
- からだ元気科 (日本テレビ、2003年8月22日放送) - 糖尿病による歩行障害:血管移植手術
- スッキリ!!（日本テレビ、2007年3月19日放送）- 神の手を持つ名医たちシリーズ
- 大正製薬 Human Science スペシャル 今、知っておきたい医療の新常識スペシャル （テレビ朝日、2012年放送）- 糖尿病足壊疽に対する治療
- おはよう日曜診療所（BS日テレ、2014年5月4日放送）- 閉塞性動脈硬化症

### 新聞、雑誌
- 朝日新聞日曜日朝刊:コラム－ひと－ （2012年4月15日掲載） - 糖尿病壊疽の足を救う血管外科医
- 女性自身（9/3号 2013年08月20日発売）- 全国血管治療の名医